# Nightmare on Elm Street 5 – Das Trauma
Nightmare on Elm Street 5 – Das Trauma (Originaltitel: A Nightmare on Elm Street 5: The Dream Child) ist ein Horrorfilm aus dem Jahr 1989 und der fünfte Teil der Nightmare-Reihe.

## Handlung
Die Handlung knüpft direkt an Teil 4 an. Alice Johnson führt wieder ein einigermaßen geordnetes Leben und ist mit Dan Jordan liiert. Als sie schwanger wird, versucht Freddy Krueger, über die Träume des ungeborenen Kindes im Mutterleib zurückzukehren.
In ihrer Traumwelt trifft Alice nicht nur auf Krueger, sondern auch auf ihren Sohn Jacob im Kindesalter. Sie sieht sich mit dem Problem konfrontiert, dass Krueger Jacob für sich gewinnen will und ihn für seine Zwecke manipuliert. Jacob steht zwischen den Fronten und weiß nicht, wem er glauben kann: seiner Mutter oder dem Mann mit der „seltsamen Hand“. Als Jacob dann sieht, wie furchtbar Freddy ist, weil er sich als Dan ausgibt und ihn vor den Augen von Jacob ermordet, steht er seiner Mutter bei. Zusammen können sie ihn umbringen und Jacob verschwindet.

## Rezeption

### Kritik
Das Lexikon des internationalen Films urteilte, der Film sei eine „humorlose Fortsetzung der trivialen Horrorserie“. Zudem sei er „platt, umständlich erzählt und voller überzogener Ekeleffekte.“

### Auszeichnungen
Whit Hertford, der Darsteller des Jacob, gewann im Jahr 1990 den Young Artist Award. Regisseur Stephen Hopkins gewann 1990 den Kritikerpreis des Festival Internacional de Cinema do Porto und wurde für einen weiteren Preis dieses Festivals nominiert.
Bruce Dickinson, Sänger der Band Iron Maiden, erhielt im Jahr 1990 für den Song Bring Your Daughter… to the Slaughter die Goldene Himbeere. Mohandas Deweeses Song Let’s Go! war im selben Jahr ebenfalls für die Goldene Himbeere nominiert. Beide Songs sind auf dem Soundtrack des Films zu finden.

### Einspielergebnis
Dieser Film konnte nicht an den Erfolg seines Vorgängers anknüpfen, so spielte der 5. Teil der Nightmare Reihe ein Einspielergebnis von rund 22 Millionen US-Dollar ein.

## Schnittfassungen
Der Film musste in den USA vor seinem Kinostart um einige Gewaltspitzen gekürzt werden, um von der MPAA ein R-Rating zu erhalten. Diese R-Rated-Fassung erhielt in Deutschland von der FSK eine Altersfreigabe ab 18 Jahren und wurde indiziert. Die deutsche Videoveröffentlichung wurde gegenüber der R-Rated-Fassung nochmals geringfügig gekürzt und ebenfalls ab 18 Jahren freigegeben. Eine um rund sieben Minuten gekürzte Fassung erhielt FSK-16-Freigabe.
2007 wurde die R-Rated-Fassung vom Index gestrichen und nach einer Neuprüfung von der FSK ab 16 Jahren freigegeben.
Die Unrated-Fassung wurde bislang nur einmal in den USA auf Laserdisc veröffentlicht und in Deutschland als Bootleg.

## Hintergrund
- Zu Beginn des Films wird in einer Traumszene die Massenvergewaltigung von Amanda Krueger durch eine Horde von eingesperrten Geisteskranken in einer Nervenheilanstalt nachgestellt, die schließlich zur Zeugung des späteren Kindermörders Freddy Krueger führt, mit Schauspielerin Lisa Wilcox in der Rolle der misshandelten Krankenschwester Amanda Krueger.
- Der fünfte Teil der Freddy-Krueger-Filmreihe verwendet vermehrt surrealistische Bilder, etwa in der Szene, in der das Gesicht von Bösewicht Freddy auf dem Ultraschall-Bildschirm der schwangeren Alice Johnson im Krankenhaus erscheint. Als Alice und Jacob gegen Ende des Films auf verwinkelten Treppen entlangrennen, über Kopf und entgegen der Schwerkraft, erinnern diese Szenenbilder an die mit optischer Täuschung arbeitenden Zeichnungen des Künstlers M. C. Escher.
- Wie bereits in den beiden vorherigen Teilen 3 und 4 eingeführt spricht die Horrorfigur Freddy Krueger im fünften Film deutlich mehr als in den ersten beiden Teilen. Dabei reißt Freddy Krueger, sobald er seine Opfer bedrängt, auf schwarzem Humor gründende Sprüche. In der Szene, in der Freddy den jungen Comic-Zeichner Mark Grey, gespielt von Schauspieler Joe Seely, in eine mannshohe Papierfigur verwandelt und mit seinem Klauenhandschuh in Stücke zerfetzt, entgegnet Freddy seinem Opfer: „Ich hab' dir immer schon gesagt, dass Comic-Hefte nicht gut für dich sind.“ (im englischsprachigen Original: „I told you comic books was bad for ya!“).

## Synchronisation
Die deutschsprachige Synchronisation entstand wie bereits Teil 4, nach einem Dialogbuch und der Dialogregie von Ronald Nitschke, bei der Interopa Film GmbH in Berlin. Die Rolle des Freddy Krueger wurde wie bereits in Teil 1 und 4 von Detlef Bierstedt gesprochen.
| Rolle              | Schauspieler         | Synchronsprecher    |
| ------------------ | -------------------- | ------------------- |
| Alice Johnson      | Lisa Wilcox          | Dorette Hugo        |
| Greta Gibson       | Erika Anderson       | Maud Ackermann      |
| Mrs. Jordan        | Valorie Armstrong    | Almut Eggert        |
| Mr. Jordan         | Burr DeBenning       | Rüdiger Joswig      |
| Dan Jordan         | Danny Hassel         | Sven Hasper         |
| Mr. Dennis Johnson | Nicholas Mele        | Reinhard Kuhnert    |
| Jacob              | Whit Hertford        | Robert Stadlober    |
| Mark Gray          | Joe Seely            | Charles Rettinghaus |
| Yvonne Miller      | Kelly Jo Minter      | Judith Brandt       |
| Racine Gibson      | Pat Sturges          | Cornelia Meinhardt  |
| Mr. Gray           | Clarence Felder      | Ronald Nitschke     |
| Coach Ostrow       | Don Maxwell          | Frank-Otto Schenk   |
| Dr. Moore          | Steven Grives        | Till Hagen          |
| Entbindungsarzt    | E.R. Davies          | Hans Nitschke       |
| Anne               | Beth DePatie         | Ghadah Al-Akel      |
| Polizist           | Cesar Antonio Torres | Marlin Wick         |
| Freddy Krueger     | Robert Englund       | Detlef Bierstedt    |